# Birch River (Manitoba)
Pour les articles homonymes, voir Birch River.
Birch River est une communauté du Manitoba, enclavée dans la municipalité rurale de Mountain dans le centre-ouest de la province. Le hameau est localisée à 26 km de Swan River.

## Attractions
Birch River est situé près de la réserve écologique de la Rivière Birch (183 hectares), qui est localiser dans la forêt provinciale de Porcupine.

## Démographie
| 2011 | 2016 |
| ---- | ---- |
| 235  | 198  |